# MG One
MG One (стилізований як ONE) — це компактний кросовер, який виробляє SAIC Motor і продає під маркою MG.

## Огляд
MG One був представлений 30 липня 2021 року. Це перший автомобіль, побудований на основі архітектури SIGMA.   Доступні дві версії: версія α як більш спортивний варіант і версія β як високотехнологічний варіант, варіанти відрізняються невеликими відмінностями в стилі. 

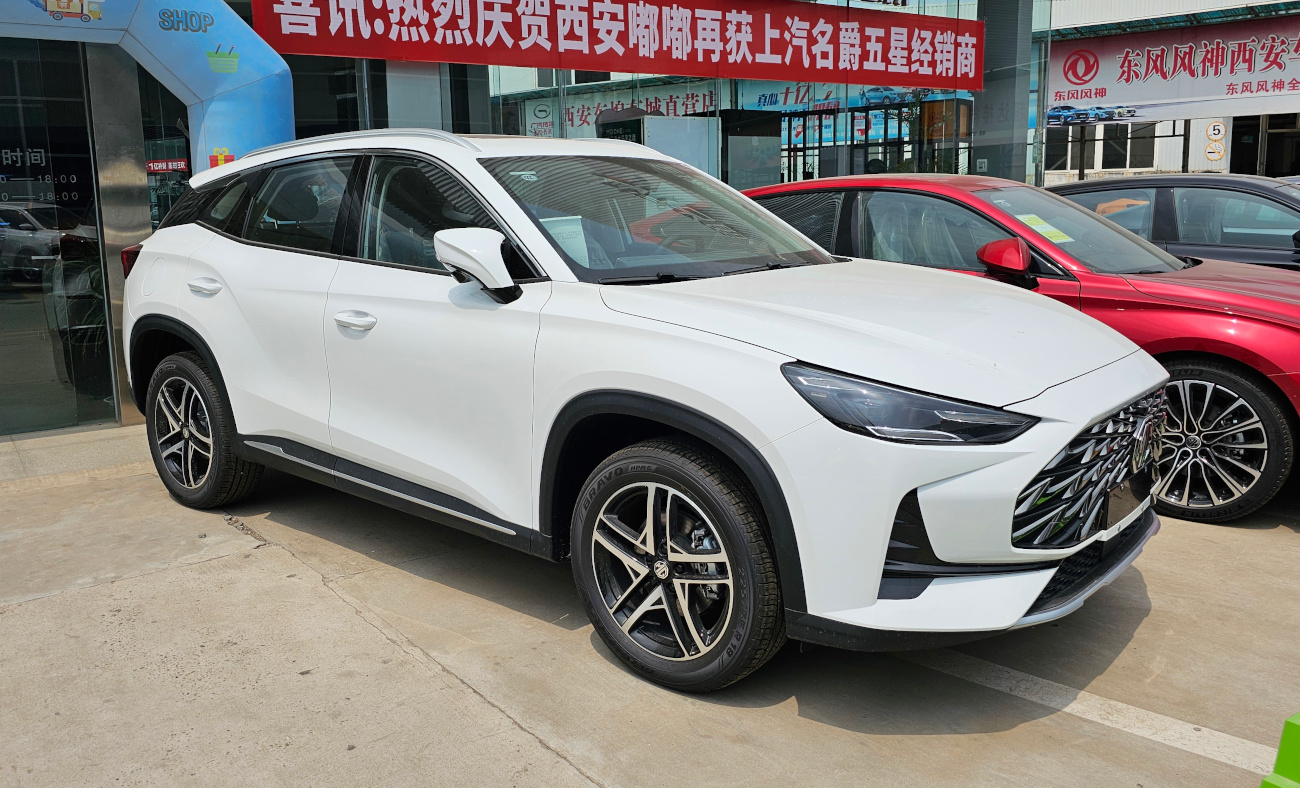
MG One α (спереду)
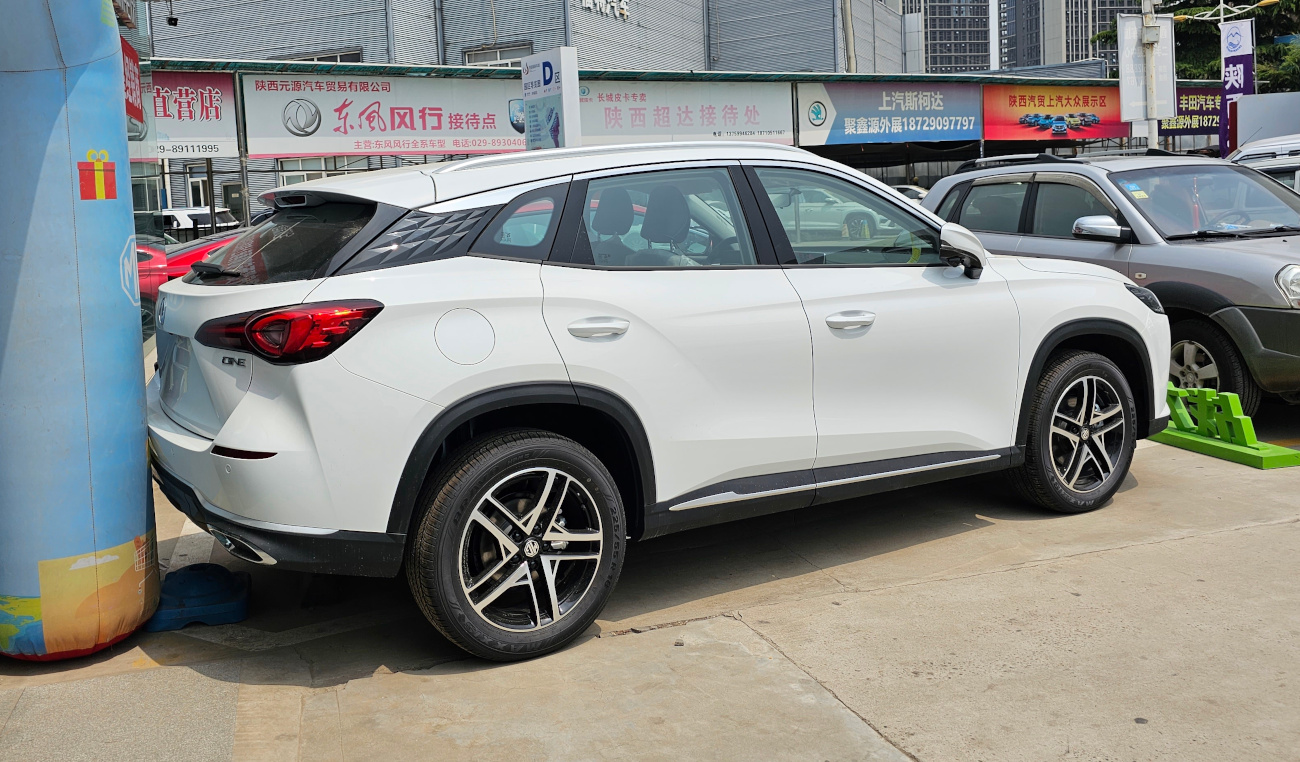
MG One α (ззаду)
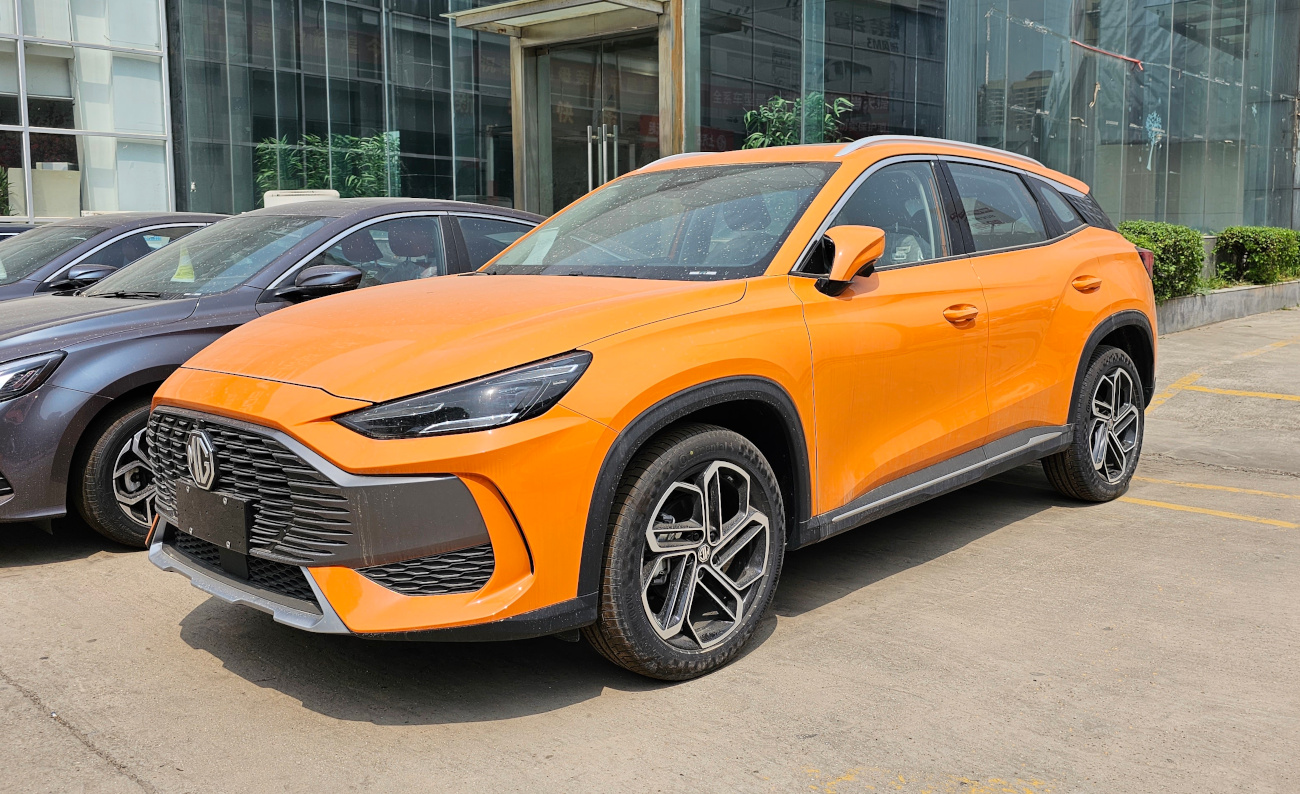
MG One β (спереду)
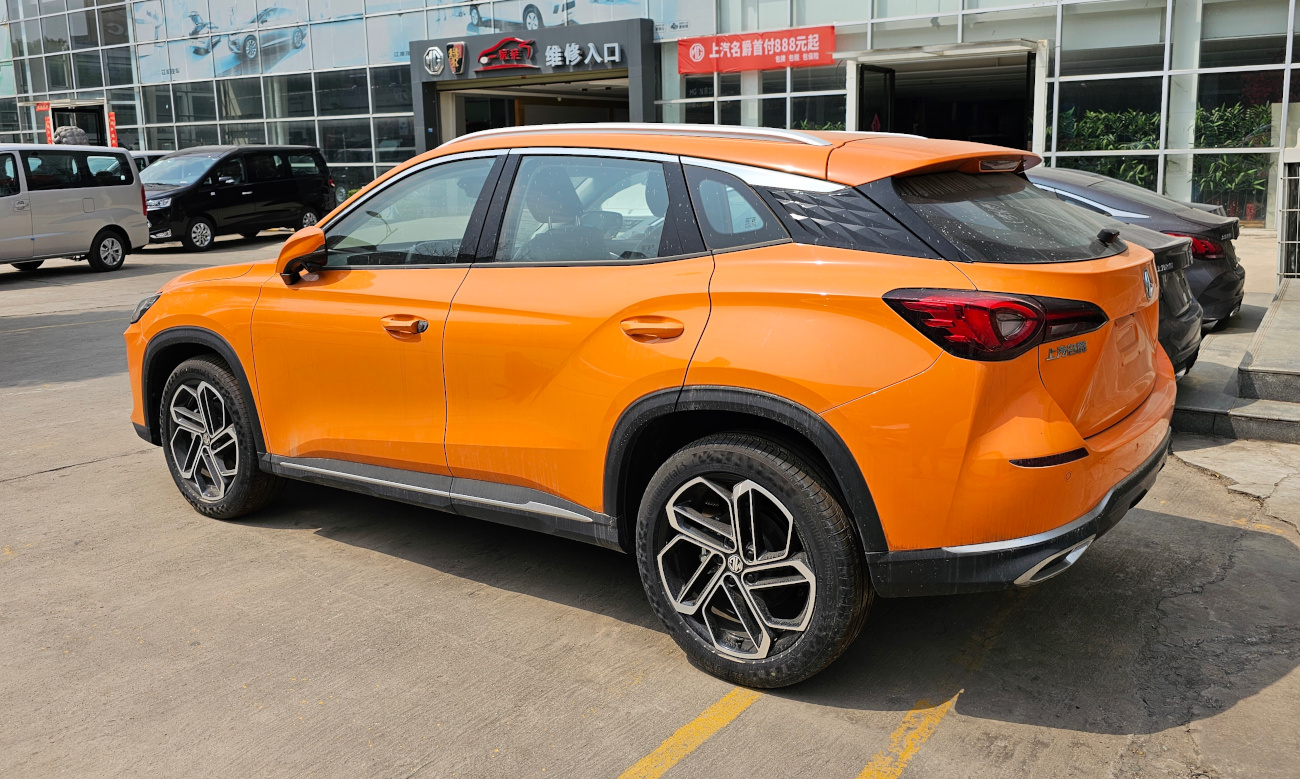
MG One β (ззаду)

## В Україні
в Україні офіційно продається MG One з комплектаціями Com (з 1 051 545 грн) та Lux (з 1 041 700 грн)

### Силовий агрегат
MG One оснащений 1,5-літровим двигуном з турбонаддувом 15C4E з максимальною потужністю 133 кВт (178 к.с) . 
| Модель | років      | Двигун        | КПП      | потужність              | Крутний момент             | 0-100 км/год | Максимальна швидкість |
| ------ | ---------- | ------------- | -------- | ----------------------- | -------------------------- | ------------ | --------------------- |
| One    | 2021–тепер | 1.5L Turbo I4 | Варіатор | 178 к.с. при 5600 об/хв | 285 Нм при 1500-4000 об/хв | 8,8 с        | 195 км/год            |